# Erland Björck
Rudolf Erland Björck, född den 7 juni 1877 i Härnösand, död den 23 april 1956 i Uppsala, var en svensk präst.
Björck avlade teoretisk teologisk examen vid Uppsala universitet 1902 och praktisk teologisk examen 1903. Efter prästvigningen blev han pastoratsadjunkt i Ytterhogdals församling 1904. Björck var predikant vid Borgerskapets gubbhus 1907–1912, pastor vid Sofiahemmet 1907–1916 och slottspastor vid Krigsskolan på Karlberg 1912–1916. Han blev  kyrkoherde i Kalmar 1916, extra ordinarie hovpredikant 1917 och kontraktsprost 1922. Björck blev emeritus 1947.
Bland Björcks många skrifter märks Pauli brev till filipperna (1913), Andaktsstunder i Sophiahemmet (1914), Ur Kalmar församlings krönika 1916–1925 (1926) samt Evangelium enligt Markus (1931). Han var även medredaktör för tidskriften Hälsning till våra sjuka 1914–1916.
Björck blev ledamot av Nordstjärneorden 1926 och kommendör av Vasaorden 1943.
Erland Björck var son till borgmästare Rudolf Björck och Lilly Swedenborg. Han gifte sig 1904 med filosofie licentiat Maj Lagerheim (1877–1959), dotter till majoren friherre Elias Lagerheim och Anna Heijkenskjöld. Makarna var föräldrar till filologen Gudmund Björck och litteraturhistorikern Staffan Björck. Makarna Björck är begravda på Uppsala gamla kyrkogård.